# Автомагістраль М9 (Велика Британія)
Автомагістраль М9 — головна автомагістраль у Шотландії. Вона пролягає від околиць Единбургу, оминаючи міста Лінлітгоу, Фолкірк, Ґренджмут і Стерлінг, закінчуючись у Данблейні.

## Історія
Першою ділянкою була об’їзна дорога Полмонта та Фолкерка, яка відкрилася 28 серпня 1968 року. За нею послідувала об’їзна дорога Ньюбриджа, яка відкрилася 25 листопада 1970 року, відкрилася третя ділянка від Латаллана до Мюріхолла (Лінлітгоу), яка об’єднала обидві разом. 18 грудня 1972.

## Маршрут
Дорога приблизно 48 км., і проходить приблизно в північно-західному напрямку від M8. Він з’єднується з A8 у Ньюбриджі – перешкоді руху до того, як перехрестя було розділено на рівень. Його наступне перехрестя — це траса M90, перша частина якої раніше була відгалуженням M9 у напрямку до мосту Форт-Роуд. Цей відрізок закінчувався на однопроїзній дорозі A8000 3.2 кілолметри за межами мосту, але у вересні 2007 року його подовжено до А90 у Скотстауні.
Дорога розділяє простір в 1.6 кілометри автомагістралі M876 на шляху до Кінкардінського мосту на схід від Стенхаусмюїра, у цьому місці автомагістраль має 3 смуги в кожному напрямку, що робить її найпівнічнішою ділянкою автомагістралі у Великій Британії з трьома смугами в ширину. У Стірлінгу він зустрічається з M80 (розв’язка 9 обох автомагістралей), продовжуючи основний шлях через Карс Лекропт до кінцевої кільцевої розв’язки в Данблейні. Звідти A9 тягнеться до Турсо. Мотосервіси розташовані на перехресті M9/M80, до якого можна дістатися через кільцеву розв’язку, яка дає доступ до всіх маршрутів.